# Nein, Mann!
"Nein, Mann!" is een single van het Duitse electrohouse-project Laserkraft 3D uit 2010.

## Achtergrond
Nein, Mann! is geschreven en geproduceerd door de twee leden van Laserkraft 3D, Niels Reinhard en Tim Hoffmann. Het nummer was vooral in de Duits- en Nederlandssprekende landen een hit. Het nummer was eerst uitgebracht als B-kant van de eerste single Polyester, maar door populariteit later in 2010 als single uitgebracht. Het lied vergaarde deze populariteit vooral doordat de bijbehorende videoclip, waar er wordt gedanst in het donker met glow in the dark verf op de dansers, viral ging op YouTube. De hoogste positie noteerde het in zowel de Single Top 100 als in Oostenrijk met een vierde plaats in de hitlijsten.